# Fastlife
Pour plus de détails, voir Fiche technique et Distribution.
Fastlife est une comédie française réalisée par Thomas Ngijol, sorti en 2014. Il est centré sur Franklin Ébagé, un athlète qui a connu le succès avant de tomber dans l’anonymat et sa lutte pour retrouver sa gloire passée.

## Synopsis
Franklin Ébagé est un athlète franco-camerounais, coureur du 100 mètres. Après avoir décroché une médaille d'argent aux Jeux olympiques il y a quelques années sur une faute de ses adversaires, sa carrière bat de l'aile. À 34 ans, il est cependant toujours obnubilé par l’envie de briller à n’importe quel prix. Cependant, il n'a plus de sponsors, et ne peut compter que sur le soutien de sa compagne Pauline, de son agent Lionel et de son ami Samir.

## Fiche technique
- Titre original : Fastlife
- Réalisation : Thomas Ngijol
- Scénario : Thomas Ngijol et Mohamed Issolah
- Photographie : Michel Amathieu
- Montage : Nassim Gordji Tehrani
- Musique : Guillaume Roussel
- Producteurs : Éric et Nicolas Altmayer
- Sociétés de production : Mandarin Cinéma et EuropaCorp, avec la participation de D8 Films, Canal+, Ciné+, La Banque Postale Image 7 et SofiTVCiné
- Distribution : EuropaCorp
- Pays d'origine :  France
- Genre : comédie
- Budget : 6 126 912 €
- Durée : 91 minutes
- Date de sortie :
  - France : 16 juillet 2014

## Distribution
- Thomas Ngijol : Franklin Ébagé
- Karole Rocher : Pauline, compagne de Franklin
- Julien Boisselier : Lionel
- Yasit Ait Hamoudi : Samir
- Olivier Marchal : Jeno
- Kaaris : lui-même
- Olivia Biffot : Leslie Caron
- Déborah Amsens : la présentatrice télé
- Benoit Blanc : le présentateur télé
- Franck Beckmann : ?
- Fabrice Éboué : Patoche (caméo)
- Jicey Carina : Homme centre
- Grégoire Margotton : lui-même, commentateur pour Canal+
- Jean Galfione : lui-même, commentateur pour Canal+
- Laurent Ruquier : lui-même
- Mateo Sossah : lui-même
- Ben Bassaw : lui-même
- Jean-Baptiste Boursier : lui-même
- Tristan Bamba : lui-même
- Nicolas Grimault : lui-même
- Théophile Sowié : l'oncle Keïta
- Clément Moreau : Wilfried Lemeur
- Sylvain Savard : Starter au meeting d'athlétisme
- Mexianu Medenou : Richard
- Major Assé : JB

## Accueil

### Box-Office
Le film sort le 16 juillet 2014 dans 329 salles. Il ne réalise que 40 983 entrées pour sa première journée.
Pour sa première semaine, il ne cumule que 194 754 entrées. Il termine sa carrière en salles après seulement 5 semaines, avec 341 914 entrées
Le film  ne rapporte que 2,8 millions d'euros pour un budget de 6,1 millions d'euros.